# Ahmadpur East
Ahmadpur East är en stad i distriktet Bahawalpur i den pakistanska provinsen Punjab. Folkmängden uppgick till cirka 130 000 invånare vid folkräkningen 2017.